# Chantiers de l'Atlantique
Chantiers de l'Atlantique es un astillero ubicado en Saint-Nazaire, Francia. Es uno de los astilleros más grandes del mundo y construye una amplia gama de barcos comerciales, navales y de pasajeros. Se encuentra cerca de Nantes, en la desembocadura del río Loira y las profundas aguas del Atlántico, que facilitan la entrada y salida de los grandes barcos de los astilleros.
El astillero fue propiedad de Alstom desde 1976 en adelante, se convirtió en Alstom-Atlantique y luego fue parte de Aker Yards cuando Aker Group adquirió el negocio de Alstom Marine en 2006. En 2008, la empresa surcoreana STX Corporation adquirió Aker Yards, y el astillero pasó a formar parte de STX Europe (formado por el cambio de nombre de Aker Yards).
Después de la quiebra de STX Corporation en el año 2016, el astillero fue adquirido por el gobierno francés. En septiembre de 2017, después de difíciles negociaciones y una breve nacionalización del astillero por parte del gobierno francés, las partes involucradas llegaron a un acuerdo, con Fincantieri adquiriendo una participación del 50% en STX France, y el resto en manos de Naval Group y el gobierno francés. Un mes después, se anunció que el astillero de Saint-Nazaire recuperaría su nombre original, Chantiers de l'Atlantique.
En 2022, una nueva grúa entró en servicio durante la construcción del Celebrity Ascent, reemplazando la grúa anterior de 1967.

## Galería

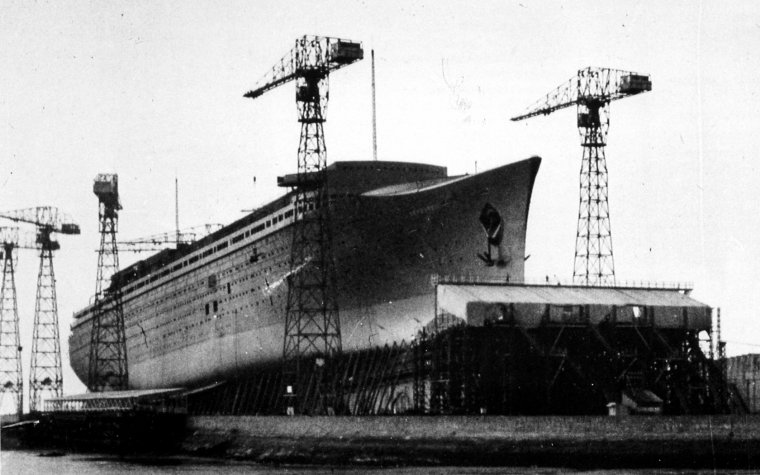
El transatlántico SS Normandie en construcción en 1932.
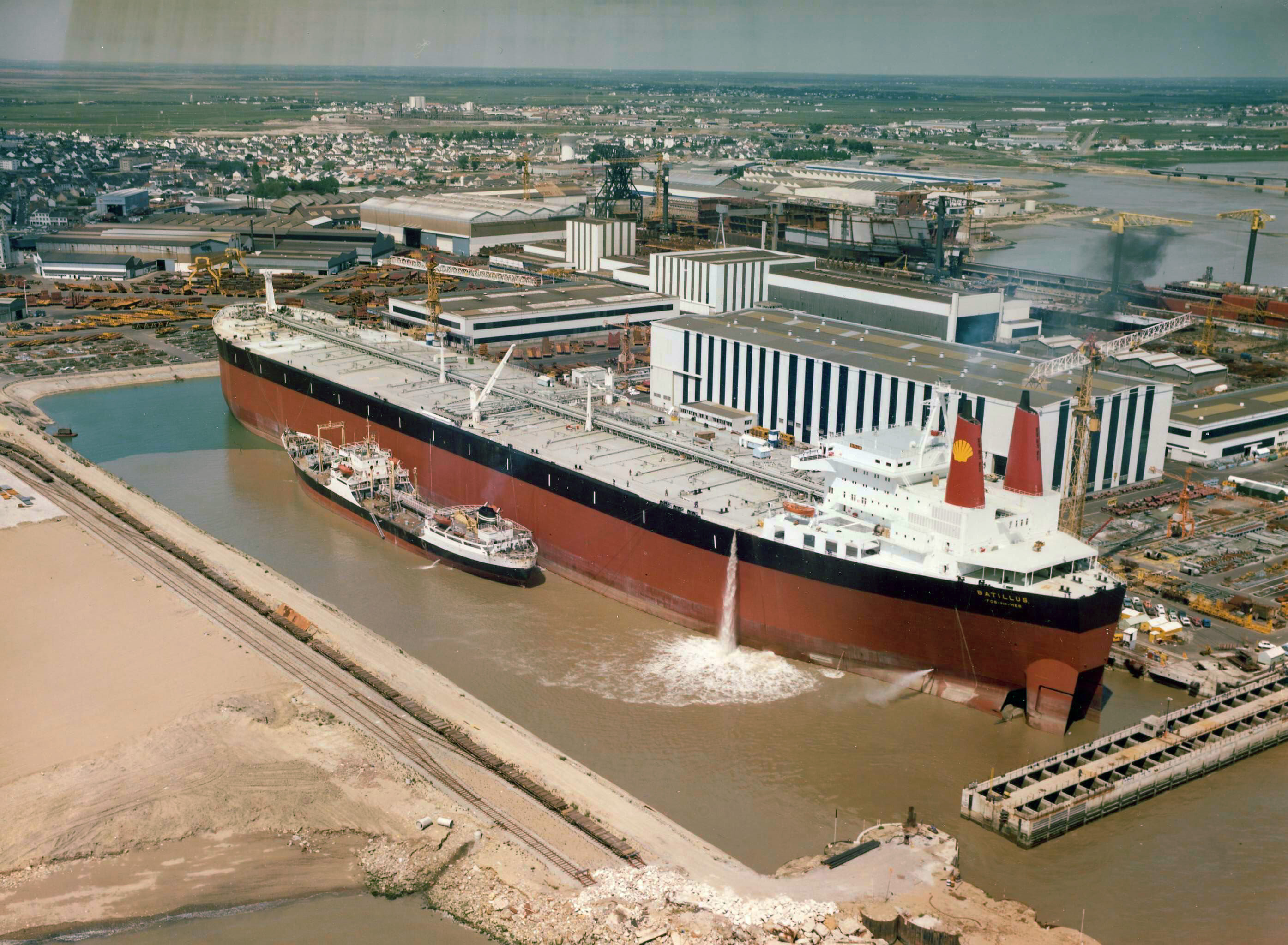
El petrolero Batillus al final de su construcción en 1976.
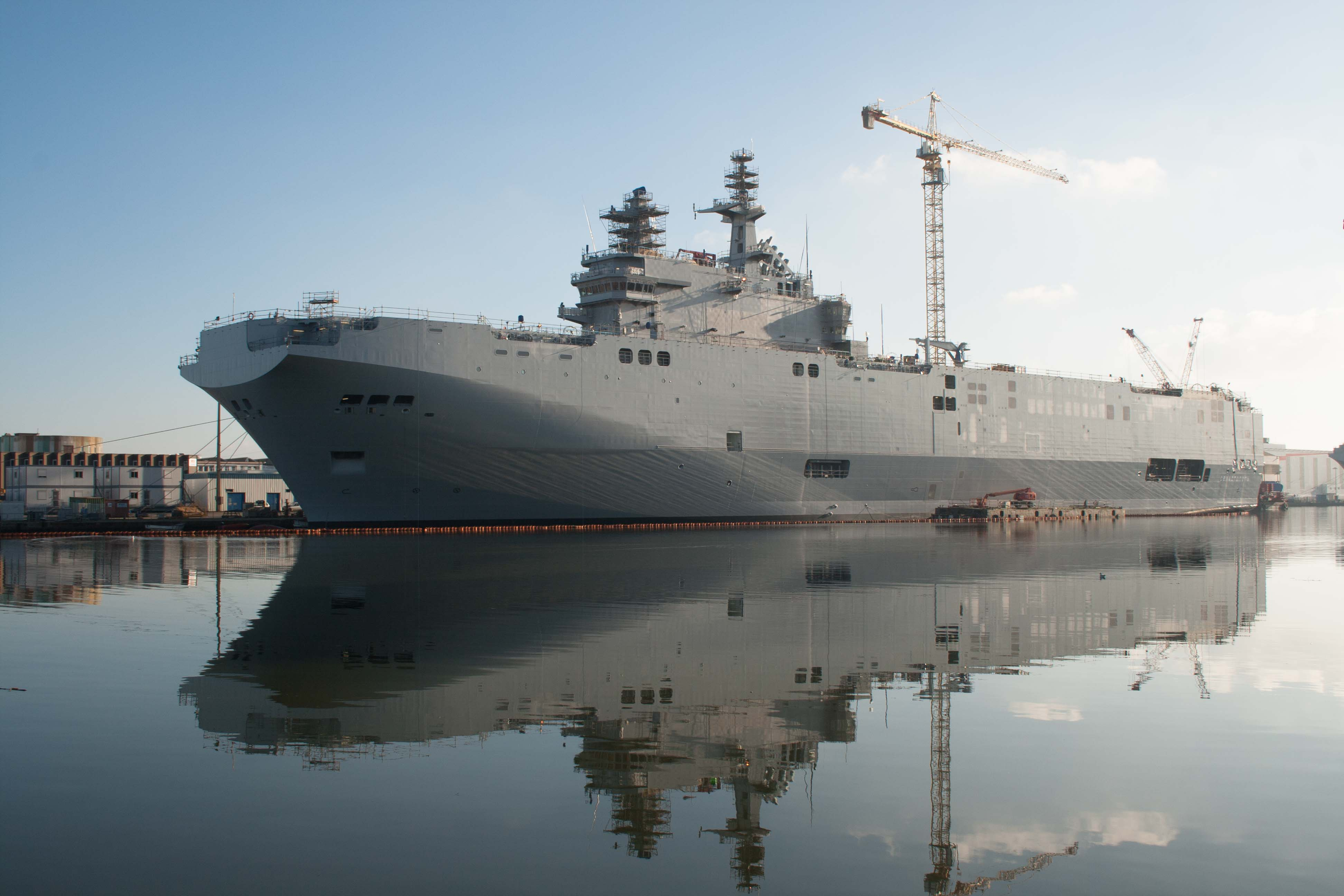
El buque de asalto anfibio ruso Sebastopol en espera de entrega en 2014.
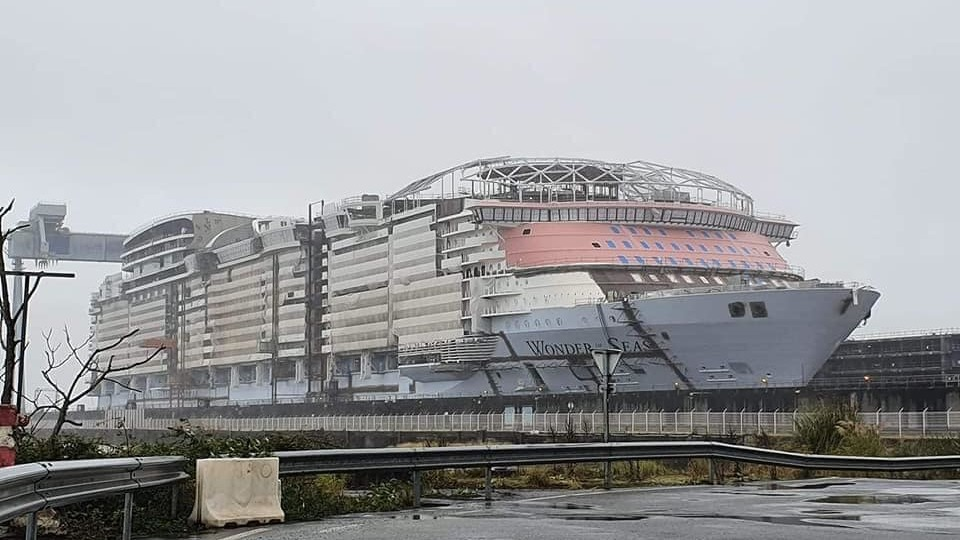
El crucero Wonder of the Seas en construcción en 2020.